# 黒檀の王国の血族
黒檀の王国の血族（こくたんのおうこくのけつぞく、Kindred of the Ebony Kingdom）は、ホワイト・ウルフ・ゲーム・スタジオのワールド・オブ・ダークネス設定を背景世界としたロールプレイングゲーム『ヴァンパイア:ザ・マスカレード』におけるアフリカ原住の吸血鬼のこと。
彼らは自分たちのことをライボン（Laibon）と呼称している。西洋の血族と起源を同じくし、また同様の呪いを被っているものの、ライボンは相当の期間を西洋の血族と関わり無く過ごしてきたために、様々な意味合いで別個の存在となってしまった。
ライボンと血族とでもっとも明白な違いは、人間の世界と超自然の世界との儚い調和のとり方にある。（一般的に『人間性』の遵守と違反を定めている）血族とは違い、ライボンはアイ（Aye）と呼ばれる人間社会への帰属心（loyalty）とオルン（Orun）精霊界への帰属心と言う風に、二つの帰属心を負っている。この帰属心の何れを踏み外しても、化け物のごとき退化を遂げて、野獣のごとき捕食者としての振る舞いへと至る。アイが高ければライボンは生き生きとしているように見え、オルンが高ければライボンは超自然的に、しばしば悪霊のように見える。アイもオルンもともに高いライボンはほとんどいないが、そうした者は天使のように、下手をするとそれすらも超越した存在に見える。

## 黒檀の王国の原理
数千年にも渡って言い渡されてきた原理（the Tenets）とは、ライボン社会の保守的な現状を表している。近代世界の急速な変化のため最近は疑問が呈されてはいるが、それにもかかわらずライボンはグルヒとシャンゴによって確実に支配されている。
1. グルヒは大地。（The Guruhi are the land.） 言い換えれば、最古のレガシーであるグルヒは統治権を自然権として持つ、ということである。
2. 耐えたる者が裁きを下す。（Those who endure judge.） 指導力や地位は年齢や経験から得られるものと、ごく自然に考えられている。
3. 家族は保護をもたらす。（Belonging grants protection.） より皮肉を込めて言うなら「市民権には忠義を要する」。この原理は、権力を疑わせず、支配者に逆らわないのを確実とする一助となっている。
4. 秘密はすべからく護られること。（The Secret must be kept.） これは正しく仮面舞踏会の原理の亜種とも言え、人間が不死者の存在に鋭く気付くことがないのを確実にするものである。
5. マガジには包み隠さず。（No Secrets from the Magaji.） マガジ（Magaji）とは、ある一定の地域における有力なライボン支配者の呼称である。このマガジは他者が内心色々企むのを認めたところで何の益を得ることも無く、つまりこの原理はマガジが内情をよく知り続けていられるようにしてくれる。
6. 血親は命じ、子は受け継ぐ。（Sires command, childer inherit.） 言い換えれば、年齢が指導者を決め、血統が忠誠の義務を定める、ということである。
7. 最長老は闇の死を命じる。（The eldest command undeath.） 最長老による支配権を補助するものである。が、このあからさまな法は昨今では相当に過激なものと見なされており、懸命なマガジであれば慎重に取り扱う。
8. 旅人は原理に従う。（Travellers obey the Tenets.） 故郷を離れたライボンには原理に固執させ、黒檀の王国に来た来訪者には原理に従わせる、という風に二重の意味合いを持った法である。
9. 最長老がコロとなる。（The eldest are Kholo.） 旅をしている長老（特にキニョニー）は家族ではないにもかかわらずそれ相応の敬意が与えられると言う風に、この原理はその土地の権力構造の中で柔軟に取り扱われる。

## レガシー
西洋の血族の高度に政治化された氏族と違って、統一された派閥と言うよりも家族的な繋がりの延長上にあるレガシー（Legacy）にライボンは分けられる。これらレガシーは一般的な血統と呪いに縛られているが、レガシー間に圧倒的な忠誠関係があるわけではない。
主流となるレガシーは以下の通り：
- アクナンセ（Akunanse）：恐らくはギャンレルの傍流であるアクナンセは、トリックスターでありストーリーテラーである。そしてどこよりも動物たちと親密なレガシーである。西洋の血族の『変身』とよく似たアボンウィ（Abombwe）と呼ばれる訓えを実践している。
- イシュタリ（Ishtarri）：トレアドールの裔であるイシュタリは、誰よりも強い感情を抱くものであり、彼らは最近になって中東を通って黒檀の王国へと参入した。美食家で贅沢を好み、芸術の守護者を自ら任じている。しかし他の者たちは単なる欲深だと見ている。
- オセボ（Osebo）：恐らくはカルタゴ陥落から逃げ延びたブルハーの裔であるオセボは、激しやすく、衝動的な性質を受け継いでおり、黒檀の王国で最も数多くいる。多様性に富んではいるが、オセボは基本的にグルヒを支持している。と言うのもグルヒはオセボを宥めるのに特別気を払っているからである。
- キニョニー（Kinyonyi）：このレガシーはラヴノスの裔であるが、多芸な傭兵や何でも屋として有名である。相対的に見て土地土地への新来者であるこのレガシーは、地位を持つことも求めることもない。そして彼らがどこで時を過ごそうと、そこでは騒動が引き起こされるという傾向があることで広く知られている。
- グルヒ（Guruhi）：最古のレガシーであるグルヒは、事実上ライボンの貴族階級であり、シャンゴおよびオセボと抜け目無く結んだ同盟網によりグルヒ個々の諸王国を維持している。彼らの起源ははっきりとしないが、ノスフェラトゥの遠い傍流と言うのが他の氏族よりもありそうである。しかしノスフェラトゥとは違い、別の血統や自身の力で独立した血脈とも見なせるだろう（ゲヘナ・シナリオでは、グルヒのアンティデルヴィアンが最初のノスフェラトゥと何らかの関係が有ることがほのめかされている）。
- サイ・ドゥンドゥ（Xi Dundu）：恐らくはラソンブラの傍流であるこのレガシーは、権力を尊んでいる。一番しっかりと団結しているレガシーであり、得てしてグルヒと対立した立場にいる。近代では、世界の急速な変化を利用してグルヒの支配を徐々に排除し、最終的には打倒する機会をうかがっている。
- シャンゴ（Shango）：グルヒの次に黒檀の王国の古い原住民であるシャンゴは、ドゥル・アン・キ（Dur-An-Ki）と呼ばれる血の魔術の一系統を実践するアサマイトの裔である。生来、保守的で秘密主義であり、現状を維持するために地元のグルヒと密接な同盟関係にある。
- セトの信徒：このレガシーは西洋の血族にも知られている氏族と同じものである。黒檀の王国で強い影響力を持つために西洋の血族にも知られている唯一の氏族である。
- ナグロパー（Naglopers）：ツィミーシィの忘れ去られた傍流であるこのレガシーは、そも自らの奇怪さを楽しんでいる。長い時間をかけて変異してはいるが、それでも《造躯》の技は保ち続けている。ツィミーシィが持っている外科的な正確さを失ってはいるものの、ナグロパーは訓えを距離を置いて使用でき、そのお陰で黒檀の王国では誰もが認める恐るべき勢力となっている。

上記に加えて、黒檀の王国には少数派のレガシーも若干存在している。
- マルカヴィアン：「アーカス」と呼ばれる自称救世主に率いられて黒檀の王国へとやってきた彼らは、様々に分散した群として過ごしており、暗黒大陸の「失われた秘密」を捜し求めている。
- ムラ・ワトゥ（Mla Watu）：このカッパドキアンの末裔は、サメディの苦悩を引き起こすジョヴァンニの呪いを受けていない極々少数の存在である。ライボンの間では罵られているが、それでも姿を隠して繁栄しており、アフリカとは黄泉の世界を通して深い精神的な繋がりを持っている。
- ンクル・ザオ（Nkulu Zao）：このレガシーはサルブリの直接の末裔であり、トレメールの迫害を逃れてアフリカ深部まで落ち延びている。相当に疑い深いが、それでも（小さいものの）存続するだけの力のあるレガシーとして残っている。

### 語源
- レガシー
  - アクナンセ（Akunanse）：ガーナ、アシャンティ族の賢明な蜘蛛の神より。
  - イシュタリ（Ishtarri）：古代メソポタミアの性愛、戦、金星の女神イシュタルより。
  - オセボ（Osebo）：不明
  - キニョニー（Kinyonyi）：ウガンダ南部で使われているガンダ語の鳥より。
  - グルヒ（Guruhi）：ガンビアの神より。
  - サイ・ドゥンドゥ（Xi Dundu）：不明
  - シャンゴ（Shango）：ナイジェリア、ヨルバ族の嵐の神より。
  - ナグロパー（Naglopers）：コイコイ族の言葉で「邪悪な妖術師」や「夜歩くもの」を意味する語より。
  - ムラ・ワトゥ（Mla Watu）：不明
  - ンクル・ザオ（Nkulu Zao）：不明